# Río Vidourle
El río Vidourle (en occitano Vidorle) es un río de Francia que desemboca en el mar Mediterráneo en Le Grau-du-Roi, único municipio costero de Gard. Nace a unos 500 m s. n. m., cerca de la Montagne de la Fage, en el departamento de Gard, aunque próximo al de Hérault. Su longitud es de 85 km y drena una cuenca de 1.335 km².
Hasta el siglo XIX no desembocaba directamente en el Mediterráneo, sino que lo hacía en el Étang de Mauguio.
Discurre por Gard, formando, aguas abajo de Sommières y hasta el Canal del Ródano a Sète, el límite de este departamento con el de Hèrault. No hay grandes ciudades en su curso, destacando Saint Hippolyte-du-Fort, Sauve, Quissac, Sommières, Marsillargues y Le Grau-du-Roi. Aunque está a tres kilómetros de sus orillas, Lunel (Hérault) se ha visto inundada por sus crecidas.